# CONCACAF Champions’ Cup 1963
Der CONCACAF Champions’ Cup 1963 war die zweite offizielle Auflage des Fußball-Wettbewerbs für Vereinsmannschaften in der CONCACAF-Region. Der Wettbewerb konnte nicht zu Ende gespielt werden, weil das Finale zwischen dem Vorjahressieger Deportivo Guadalajara und RC Haïtien nicht zustande kam. Letztendlich wurde der RC Haïtien zum Sieger erklärt. In den nächsten drei Jahren (1964 bis 1966) fand der CONCACAF Champions’ Cup überhaupt nicht statt und seit 1967 wird das Turnier alljährlich ausgetragen.

## Teilnehmende Mannschaften

### Nordamerika
- Deportivo Guadalajara (als Titelverteidiger qualifiziert)
- Deportivo Oro (als mexikanischer Meister der Saison 1962/63 qualifiziert)
- New York Hungaria

### Zentralamerika
- Deportivo Saprissa
- CD FAS
- Club Xelajú MC
- CDS Vida

### Karibik
- RC Haïtien
- RKV FC Sithoc

## Ergebnisse

### Viertelfinale
Die Viertelfinalbegegnungen waren nach Region getrennt. So kam es zu zwei direkten Auseinandersetzungen von mittelamerikanischen Mannschaften sowie dem unmittelbaren Duell der beiden Teilnehmer aus der Karibik und zu einer Begegnung zwischen dem mexikanischen Meister Deportivo Oro und dem US-amerikanischen Meister New York Hungaria. Der ebenfalls aus Mexiko kommende Titelverteidiger Deportivo Guadalajara hatte ein Freilos erhalten.
|                    | Gesamt |                   | Hinspiel | Rückspiel |
| ------------------ | ------ | ----------------- | -------- | --------- |
| RKV FC Sithoc      | 1:4    | RC Haïtien        | 1:3      | 0:1       |
| Deportivo Oro      | 4:5    | New York Hungaria | 2:3      | 2:2       |
| CDS Vida           | 2:8    | Club Xelajú MC    | 2:2      | 0:6       |
| Deportivo Saprissa | 3:1    | CD FAS            | 1:1      | 2:0       |

### Zwischenrunde
Durch die Qualifikation von fünf Mannschaften für die zweite Runde trafen in einer Begegnung die Nordamerikaner aufeinander und in der anderen Begegnung hatte sich der guatemaltekische Vertreter Club Xelajú MC aus Mittelamerika mit dem haitianischen Vertreter RC Haïtien aus der Karibik auseinanderzusetzen. Der costa-ricanische Verein Deportivo Saprissa zog kampflos in die nächste Runde ein.
|                   | Gesamt |                       | Hinspiel | Rückspiel |
| ----------------- | ------ | --------------------- | -------- | --------- |
| New York Hungaria | 0:2    | Deportivo Guadalajara | 0:0      | 0:2       |
| Club Xelajú MC    | 14:51  | RC Haïtien            | 1:4      | 3:1       |

1 Weil das Torverhältnis in diesem Wettbewerb nicht herangezogen wurde, mussten beide Mannschaften nach je einem Sieg gegeneinander zu einem dritten Spiel antreten, in dem sich der RC Haïtien mit 2:1 durchsetzen konnte.

### Halbfinale
Durch die Qualifikation von nur drei Vereinen für das Halbfinale kam der RC Haïtien per Freilos ins Finale. Außerdem setzte sich der Titelverteidiger Deportivo Guadalajara durch drei Treffer von Salvador Reyes gegen Deportivo Saprissa durch. Beide Spiele wurden in der costa-ricanischen Hauptstadt San José, der Heimat von Saprissa, ausgetragen.
|                    | Gesamt |                       | Hinspiel | Rückspiel |
| ------------------ | ------ | --------------------- | -------- | --------- |
| Deportivo Saprissa | 0:3    | Deportivo Guadalajara | 0:1      | 0:2       |

### Finale
Die Finalbegegnungen waren ursprünglich für den 8. und 10. September 1963 angesetzt und hätten beide in Guadalajara stattfinden sollen. Weil der RC Haïtien seine Einreiseerlaubnis nicht rechtzeitig erhielt, musste die Begegnung verschoben werden. Nachdem der RC Haïtien auch den beiden nächsten Terminvereinbarungen nicht nachgekommen war, legte Deportivo Guadalajara im Februar 1964 eine offizielle Beschwerde bei der CONCACAF ein, die die Mexikaner daraufhin zum Sieger erklärte. Die Haitianer protestierten gegen diese Entscheidung, worauf die CONCACAF am 2. April 1964 ihren vorherigen Beschluss zurücknahm und beiden Vereinen auferlegte, die Finalbegegnungen nunmehr zwingend innerhalb von zwei Monaten nachzuholen. Weil der CD Guadalajara in diesem Zeitraum aber eine mehrwöchige Europareise unternahm, verzichteten die Mexikaner schließlich auf das Finale und der RC Haïtien wurde zum Sieger erklärt. Somit hatte der Titelverteidiger, der weder im vorangegangenen noch im laufenden Turnier einen einzigen Gegentreffer hinnehmen musste, seinen Titel verloren.
|            | Gesamt   |                       | Hinspiel | Rückspiel |
| ---------- | -------- | --------------------- | -------- | --------- |
| RC Haïtien | kampflos | Deportivo Guadalajara | -:-      | -:-       |